# Active Template Library
Active Template Library (ATL) é um conjunto de classes C++ baseadas em templates desenvolvidas pela Microsoft que simplificam a programação de objetos COM. Seu conceito é parecido com a Standard Template Library (STL), e seu mecanismo inclui um assistente de objetos que define um estrutura primária de objetos com pouca codificação manual.